# Simpelkort

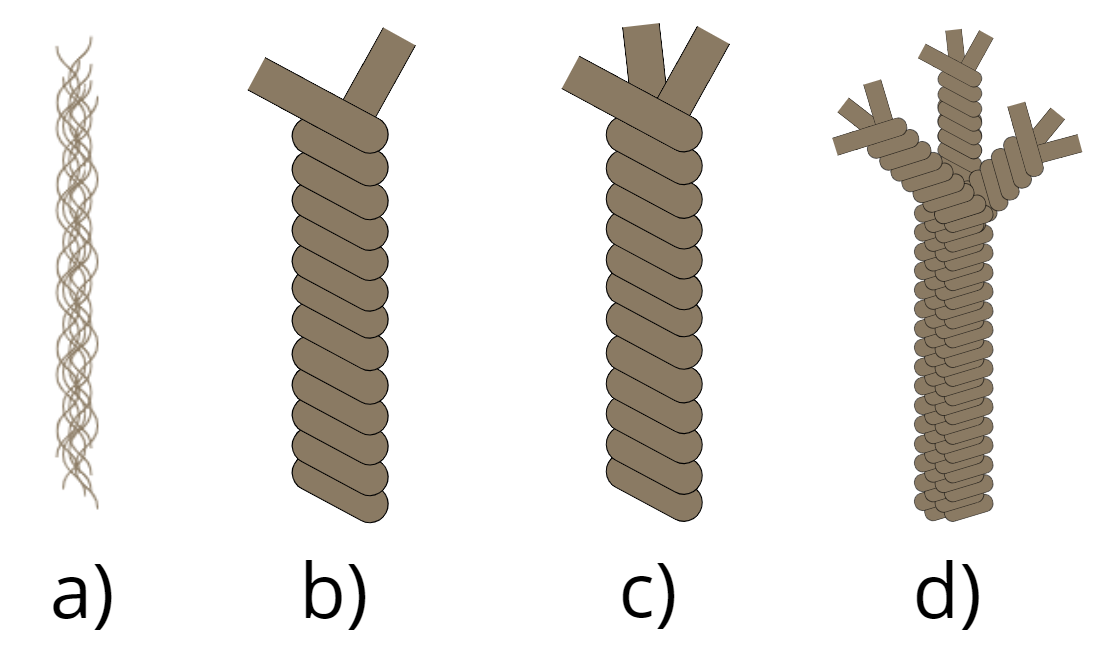
Olika garntyper där den längst till höger (D) är exempel på simpelkort.

Simpelkort (från engelskans simple cord, "enkelt snöre") är ett snöre som exempelvis används vid murning av tegelfasader och dylikt för att kunna mura rakt. Simpelkortet är tvinnat på sådant sätt att det är mycket elastiskt. Det kan därför sträckas hårt och lätt hållas spänt.